# 생비량면
생비량면(生比良面)은 대한민국 경상남도 산청군의 면이다. 경제 생활권의 분산으로 주민 결집력이 미흡하며, 진주시, 의령군, 합천군 세 개 시군의 경계를 이루고 있다.

## 연혁
- 1914년 단성군의 생비량면과 도산면의 일부 합병
- 1914년 삼가의 아곡면과 제보동 편입
- 1914년 면소재지를 가계리에 둠
- 1944년 면소재지를 현 도리로 옮김
- 1993년 11월 20일 면사무소를 현 청사로 옮김

## 행정 구역
- 도리
- 도전리
- 제보리
- 가계리
- 화현리

## 교육
| 학교명                  | 소재지                                     | 비고        |
| ----------------------- | ------------------------------------------ | ----------- |
| 생비량초등학교          | 생비량면 비량로 51-3 (도리)                |             |
| 생비량초등학교 송계분교 | 생비량면 비량로 389 (가계리)               | 1999년 폐교 |
| 송계중학교              | 생비량면 지리산대로4763번길 89-15 (가계리) | 2003년 폐교 |
| 경남간호고등학교        | 생비량면 지리산대로4763번길 89-15 (가계리) |             |